# Aloe scobinifolia
Aloe scobinifolia ist eine Pflanzenart der Gattung der Aloen in der Unterfamilie der Affodillgewächse (Asphodeloideae). Das Artepitheton scobinifolia leitet sich von den lateinischen Worten scobina für ‚Rapsel‘ sowie -folius für ‚beblättert‘ ab und verweist auf die rauen Blätter der Art.

## Beschreibung

### Vegetative Merkmale
Aloe scobinifolia wächst stammlos oder kurz stammbildend, ist einfach oder bildet in der Regel kleine Gruppen. Die 16 bis 20 lanzettlich verschmälerten Laubblätter bilden eine dichte Rosette. Die trübgrüne Blattspreite ist 30 Zentimeter lang und 7 Zentimeter breit. Ihre Spitze ist ein Dorn. Die Blattoberfläche ist rau. Der sehr schmale, hellrosafarbene Blattrand ist knorpelig. Randzähne werden nicht ausgebildet. Der Blattsaft trocknet tiefbraun.

### Blütenstände und Blüten

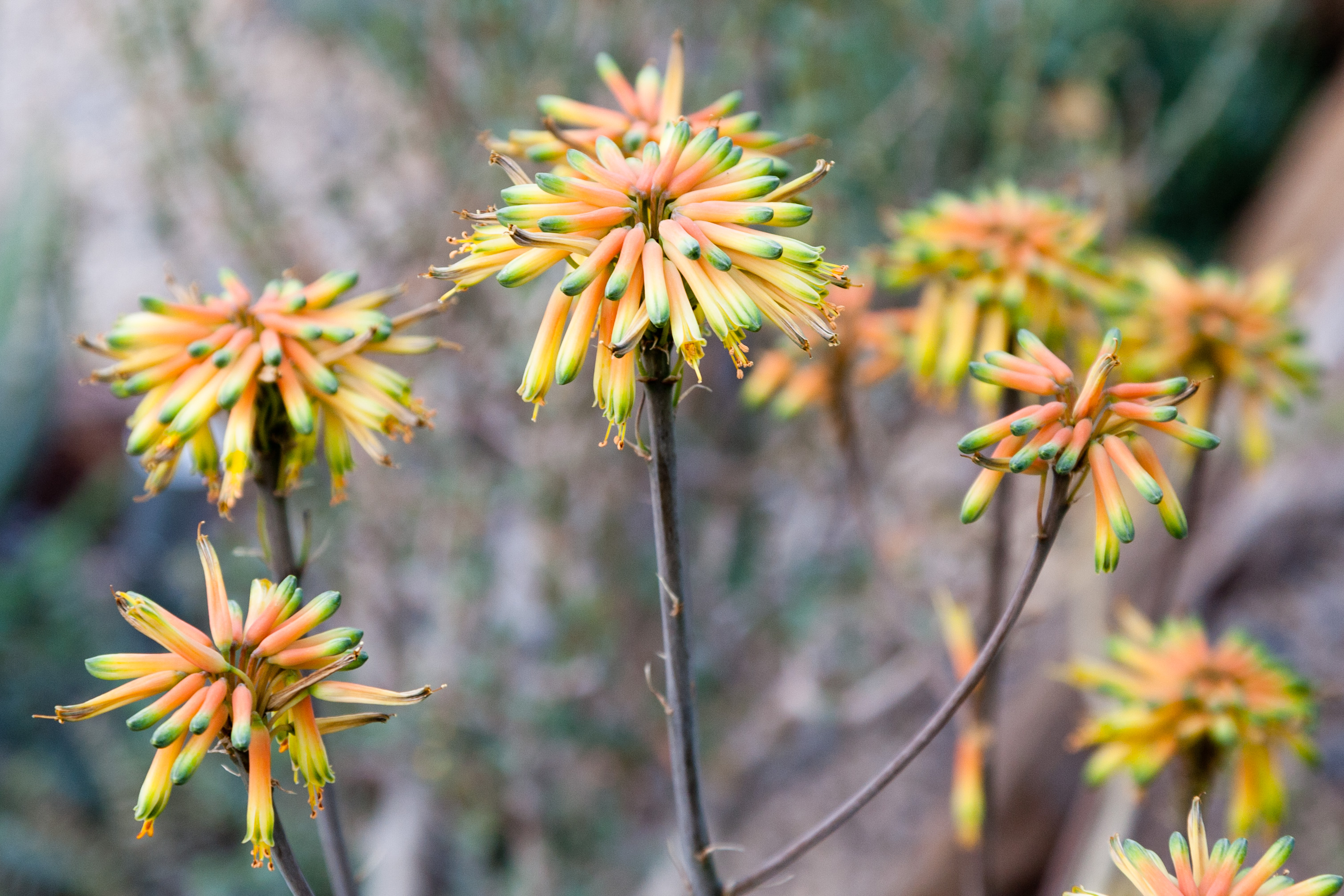
Blütenstand

Der Blütenstand weist fünf bis acht Zweige auf und erreicht eine Länge von 60 bis 70 Zentimeter. Die dichten, kopfig-ebensträußigen Trauben sind 3 bis 4 Zentimeter lang und 6 Zentimeter breit. Die deltoiden, zurückgeschlagenen, weißen Brakteen weisen eine Länge von 8 Millimeter auf und sind 2 Millimeter breit. Die gelben, orangefarbenen oder scharlachroten, leicht keulenförmigen Blüten stehen an 15 bis 18 Millimeter langen Blütenstielen. Sie sind 22 Millimeter lang und an der Basis kurz verschmälert. Auf Höhe des Fruchtknotens weisen die Blüten einen Durchmesser von 4 bis 5 Millimeter auf. Darüber sind sie erweitert. Ihre äußeren Perigonblätter sind auf einer Länge von 9 bis 10 Millimetern nicht miteinander verwachsen. Die Staubblätter ragen 3 bis 4 Millimeter und der Griffel ragt 5 Millimeter aus der Blüte heraus.

### Genetik
Die Chromosomenzahl beträgt {\displaystyle 2n=14}.

## Systematik und Verbreitung
Aloe scobinifolia ist in Somalia auf flachen, spärlich bewachsenen Gipsebenen in Höhen von 1250 bis 1800 Metern verbreitet.
Die Erstbeschreibung durch Gilbert Westacott Reynolds und Peter René Oscar Bally wurde 1958 veröffentlicht.

## Nachweise